# Taraxacum lusitanicum
Taraxacum lusitanicum é uma espécie de planta com flor pertencente à família Asteraceae. 
A autoridade científica da espécie é Soest, tendo sido publicada em Agron. Lusit. x. 9 (1948).

## Portugal
Trata-se de uma espécie presente no território português, nomeadamente em Portugal Continental.
Em termos de naturalidade é endémica da região atrás referida.

## Protecção
Não se encontra protegida por legislação portuguesa ou da Comunidade Europeia.